# Kronologija Boke kotorske
Kronološki prikaz povijesti Boke kotorske.
- 10 000 godina pr. Kr.: u Bokokotorskom zaljevu pojavljuju se prvi ljudi, razina mora 31 m niža od današnje
- 4 000 godina pr. Kr.: nastaju prva trajna neolitska naselja u pećinama iznad Perasta; u Lipcima nedaleko od Morinja sačuvane su zidne slikarije, vjerojatno nešto starije od prvih ilirskih naseljavanja
- 1 000 godina pr. Kr.: doseljavaju se prva ilirska plemena
- 4. st.: grčki pisac Skilak sredinom 4. st. spominje naselje na mjestu današnje Budve; Iliri iz plemena Ardijevaca rasprostiru obzidana naselja na tlu Boke kotorske
- 229. pr. Kr.: ilirska kraljica Teuta poražena od Rimljana, završetak njezine ljubavi s Demetrijem Hvarskim; nakon nepovoljnih pregovora povlači se u grad Rhizon (današnji Risan) gdje se prema predaji sama ubija skokom u provaliju
- 200. pr. Kr.: izrađeni mozaici u risanskim patricijskim palačama
- 168. pr. Kr.: započinje vlast Rimljana nad Bokom kotorskom i budućim Crnogorskim primorjem; njihovi glavni gradovi su današnja Budva, Acruvium (današnji Kotor) i nekadašnja ilirska prijestolnica Risan
- 100.: Plinije Stariji spominje grad Kotor i ističe njegovu geopolitičku važnost
- 300.: Budva u doba Dioklecijanovih reformi pripada Prevalitani, a 395. kraj grada prolazi granica Istočnog i Zapadnog Rimskog Carstva
- 476.: propast Zapadnog Rimskog Carstva i početak bizantske uprave u Boki kotorskoj; Kotor postaje bizantsko trgovište i glavni grad zaljeva koji se od tada na dalje više ne naziva risanskim nego kotorskim; iz Kotora vodi karavanski put rijekom Škurdom prema balkanskom zaleđu
- 493.: Dalmacija nakon Teodorikovih osvajanja Ravenne i cijele Italije ulazi u Ostrogotsko Carstvo
- 591.: risanski biskup Sebastijan posreduje u sukobu pape Grgura I. i ravenskog egzarha Romana
- 627.: kralj Samo osnovao je veliku državu Slavena koja se proteže od Karpata do Jadrana, anonimni geograf iz Ravenne spominje Kotor u drugoj polovini 7. st.
- 809.: povelja o relikvijama sv. Tripuna, koja je mlađa krivotvorina, spominje Andreu Saracena zvanog Andreaci; počinje izgradnja prve svečeve crkve u Kotoru
- 812.: mirom u Aachenu Dalmacija pripada Bizantu, a dalmatinska Hrvatska Franačkom Carstvu
- 841.: prva saracenska palež Budve koju izvori nazivaju Starim gradom, to jest imenuju kao Civitas antiqua
- 867.: Saraceni još jednom pale i razaraju Budvu i Kotor
- 876.: Hrvati su se oslobodili Franaka, ali su potpali pod bizantski suverenitet
- 912.: umire bizantski car Leon Mudri koji u popisu biskupija podređenih dračkom metropolitu navodi i onu u Baru; bizantski car Konstantin Porfirogenet sredinom 10. st. spominje kao posve potvrđeno prisustvo moći sv. Tripuna u Kotoru
- 960.: prva samostalnost Duklje koju pisac Ljetopisa Prezbiter Barski, nazvan Popom Dukljaninom, naziva Crvenom Hrvatskom
- 1067.: Dukljanska nadbiskupija ima središte u Baru
- 1089.: bulom antipape Klementa III. Dukljansko-barska dijeceza stječe status metropolije, Budva postaje biskupsko središte i sufragan barskom nadbiskupu; jedno vrijeme biskupija u Budvi bila je pripojena kotorskoj; od kraja 11. st. kotorska biskupija podređena je onoj u Bariju u Apuliji gdje je biskup imao dvije kuće za svoje potrebe
- 1115.: započinje borba Venecije i Ugarske oko Dalmacije
- 1124.: početak gradnje katedrale u Kotoru
- 1125.: Uroš I., župan raški, bori se protiv Bizanta
- 1142.: Dukljansko-barska dijeceza gubi značaj metropolije
- 1143.: prvi poznati budvanski biskup Silvestar
- 1166.: srpski vladar Nemanja opsjeda kotorske zidine; posvećenje današnje Katedrale sv. Tripuna
- 1167.: najstarija isprava o pomorstvu povezana je sa svečevom zakletvom Omišana ne ometati plovidbu Kotoranima
- 1173.: srpske postrojbe pokušavaju osvojiti Kotor
- 1177.: barski biskup Grgur, inače Zadranin, piše splitskom nadbiskupu Rajneriju pismo puno odanosti; koncem 12. st. nastaje Ljetopis Prezbitera iz Bara
- 1183.: srpski vladar Nemanja napada Duklju, a 1186. osvaja Kotor
- 1185.: prestanak utjecaja središnje bizantske vlasti na Boku kotorsku koja ulazi u sastav srpske države
- 1189.: barski nadbiskup bježi pred srpskim vladarom Nemanjom
- 1195.: kotorska općina u Bariju oslobođena pristanišnih pristojbi, gradnju Crkve sv. Luke u Kotoru podupiru građani iz obitelji Carafrangi
- 1199.: obnova Dukljansko-barske metropolije
- 1202.: ratovi srpskih vladara s Bugarima i Ugrima
- 1221.: gradnja romaničke konkatedralne Crkve sv. Marije u Kotoru, u crkvu je mnogo kasnije unesen sarkofag Blažene Ozane; gradnja Crkve sv. Ivana u Prčnju
- 1242.: Mongoli prodiru do Boke kotorske, u Kotoru djeluje gramatikalna škola, započinje gradnja Crkve sv. Dujma kraj Škaljara
- 1260.: prvi put u ispravama spomenuto naselje Dabrathum, kasnija Dobrota
- 1288.: Jelena (žena Uroša I. Nemanjića) daruje Kotoru drveno raspelo, zlatno doba benediktinske opatije sv. Marije kraj Bara koja je važno hodočasničko središte
- 1301.: Gradski statut Kotora povjerava zakonodavnu vlast Velikom, a izvršnu Malom vijeću
- 1309.: najstarija nadnjevena isprava u kotorskoj gradskoj pismohrani
- 1325.: bosanski vladari iz roda Kotromanića ratuju sa Srbima
- 1326.: ljekarna u Kotoru na mjestu današnje palače Grubonja, gradnja franjevačkog kompleksa sv. Klare u Kotoru, prva pisana isprava o već ranije osnovanoj bratovštini pomoraca u Kotoru predstavlja začetak Bokeljske mornarice
- 1328.: rasplamsali su se sukobi oko biskupske časti među građanima Kotora pa papa poseže za drastičnom prisilom, nije izabran domaći biskup Bobali
- 1335.: Vito Kotoranin gradi samostan u Dečanima i ostavlja o tome pisani trag, godinu dana kasnije prva isprava o brodogradilištu u Perastu
- 1346.: nastaje Budvanski statut koji ima 295 građansko-pravnih odredbi i gradu osigurava znatnu samoupravu
- 1355.: Nikola Buća djeluje na dvoru cara Dušana (kojemu je poklisar u Rimu) i na dvoru francuskoga kralja, u Kotoru se fiksiraju konture gradskih zidina
- 1360.: početak vladavine Balšića nad Zetom, pušten u opticaj autonomni novac komune Bar
- 1362.: izrađen oktogonalni ciborij u kotorskoj katedrali od crvenoga kamena iz kamenoloma u Verigama
- 1364.: Balšići prihvaćaju katoličanstvo
- 1371.: prestanak vladavine Nemanjića nad Bokom kotorskom, Turci porazili Srbe i kršćane kraj rijeke Marice, nastupa razdoblje unutarnjih dinastičkih sukoba na cijelom Balkanu, jačanje vlasti ugarskog kralja Ludovika čija se država jedno vrijeme prostirala od Baltika do Crnog mora i Jadrana
- 1382.: bosanski vladar Tvrtko osniva grad Sveti Stjepan, kasnije prozvan Herceg-Novi, u namjeri trgovinu svoje države emancipirati od dubrovačke luke
- 1384.: Tvrtko vlada nad cijelom Bokom kotorskom sedam godina
- 1390.: Tvrtko se u ispravama javlja s naslovom kralja Raške i Bosne
- 1395.: Bosnom zavladali velikaši Hrvoje Vukčić Hrvatinić, koji je odbio ugarski napad na Bosnu, a onda Sandalj Hranić; Kotor dolazi na glas kao središte za proizvodnju oružja visoke kvalitete, u gradu je oko Crkve sv. Luke kovačka četvrt
- 1396.: vojvoda Sandalj otvara u Budvi tržište solju, Ulcinj postaje prijestolnica Balšića
- 1403.: Balša III. preuzima vlast nad cijelom Zetom
- 1416.: Veliko vijeće utvrdilo ceremonijal proslave sv. Tripuna u Kotoru
- 1420.: Kotor i znatni dijelovi okoline, kao i najveći dio budućeg Crnogorskog primorja, postaju posjed Mletačke Republike; Sandalj se do smrti 1435. ne će odreći prava na Budvu, rođen slavni domaći slikar Lovro Marinov Dobričević
- 1426.: Mlečani osvojili Ulcinj
- 1435.: prvi put spomenuto ime Crne Gore
- 1437.: u Kotoru osnovan Magistrat za zdravstvo koji se brinuo o brodskim zdravstvenim uvjerenjima, nadzoru putnika i karantenama
- 1438.: u ribarskom naselju Muo rođen Pavao koji je kasnije kao augustinac i kao brat laik uzeo ime Gracija te postao blaženik
- 1442.: nakon razdoblja nemira Budvani priznaju mletačku vlast; Venecija postupno preuzima vlast nad istočnom obalom Jadrana, svugdje osim otoka Krka i hrvatske obale od Trsata do Zrmanje
- 1452.: čudotvorna noćna pojava Gospine slike na hridi pred Perastom, započinje gradnja kapele i Gospinog oltara na toj hridi koja se postupno nasipa kamenjem i ostacima brodova; u Herceg-Novom spominje se posebni hercegnovski admiral, Stevan Crnojević osnovao dinastiju Crnojevića koja je vladala Crnom Gorom do 1499.
- 1474.: Nikola iz Kotora, biskup Modruša i papinski savjetnik, tiskao knjigu u pohvalu kardinala Riarija
- 1477.: Andrija Paltašić u Veneciji započinje svoju dvodesetljetnu tiskarsku djelatnost
- 1483.: Turci osvajaju Herceg-Novi, Risan i Grbalj i dolaze u neposrednu blizinu Kotora, gdje se zadržavaju do kraja 17. st.; Turci u Herceg-Novom zadržali naslov admirala Kapudan-age, nadnjeveni zlatarski radovi Tripuna Palme i kotorskog zlatara Paskoja
- 1488.: prve orgulje u Kotoru
- 1493.: u zaleđu Kotora (selo Relezi) rođena Katarina Kosić (po nekima Jovana Đujović) koja će postati dominikanska redovnica Ozana, umna proročica, kasnija blaženica
- 1508.: umro blaženi Gracija, jedan od najomiljenijih bokeljskih svetaca
- 1512.: pljačka crkve Gospe od Škrpjela
- 1514.: Bernard Pima ovjenčan naslovom poeta laureautus, u Kotoru se spominje nahodište za siročad
- 1521.: Ozana se preselila u isposnicu kraj crkve sv. Pavla u Kotoru i ondje ostala do smrti
- 1528.: Turci osvojili Jajce i uništili banovine u Bosni
- 1532.: Juraj Bizanti objavljuje zbirku ljubavnih pjesama na talijanskom jeziku, što je prva umjetnička knjiga nekog Bokelja
- 1537.: snažan potres u Kotoru
- 1538.: Flota svete lige pod zapovjedništvom Andree Dorije oslobađa Herceg-Novi od Turaka, pod zapovjedništvom Hajredina Barbarosse u turske ruke grad ponovno pada iduće godine
- 1539.: najstarija ćirilićna isprava iz kotorske pismohrane
- 1540.: bitku za Herceg-Novi i kršćanski neuspjeh opjevao je talijanski pjesnik Luigi Tansillo
- 1549.: Ludovik Paskalić objavljuje zbirku Rime vulgari u Veneciji, dvije godine kasnije izlaze mu latinske Carmina
- 1555.: sagrađena su glavna vrata Kotora u renesansnom slogu, providur Bolani postavlja mehanički sat u Kotoru
- 1556.: sačuvan najstariji opis lijekova iz kotorske gradske ljekarne
- 1569.: Jeronim Zagurović iz Kotora tiska u Veneciji ćirilićne knjige
- 1571.: Turci iz mletačkih ruku preuzeli Bar i Ulcinj; Eulg-ali, turski potkralj Alžira, nakon osvojenja Ulcinja doselio u njega sa svojih 400 gusara; Karađoz pljačka benediktinsku Crkvu sv. Jurja pred Perastom, nadbiskup barski dobio naslov primasa Srbije, epidemija kuge u Kotoru odnosi u šest mjeseci do sredine 1572. 3 000 života
- 1576.: u 17 sela kotorskog područja živjele 1 103 osobe, od toga 313 vojno sposobnih
- 1585.: Perastu su mletačke vlasti odobrile autonomiju pa Peraštani postaju posve neovisni o Kotoru
- 1589.: starije djelo Ivana Bone Bolirisa u kojem je opisan grad Kotor i bokokotorski zaljev tiskano kao dio historiografske knjige Serafina Razzija
- 1602.: podignuta kula sa satom u središtu Kotora
- 1615.: pozlaćene cijevi na kotorskim orguljama
- 1616.: u Veneciji objavljen tiskom Statut grada Kotora
- 1623.: lazaret na otoku Stradiot kraj Tivta
- 1624.: sjevernoafrički gusari iz Ulcinja pljačkaju Perast, na otoku Gospe od Škrpjela bilo je već tada oko 600 zavjetnih pločica koje su sve nestale u pljački; nastaje veliko književno djelo Timoteja Cizile Bove d'oro, saga o obitelji Bolica s brojnim podacima o bokeljskim običajima i svakodnevici
- 1625.: Prčanj dobio status pomorskog naselja, a 1704. postaje posebna općina
- 1628.: mletački providur prosvjeduje što se u katoličkim vjerskim proslavama još uvijek spominju Nemanjići
- 1630.: gradnja današnje crkve na otočiću Gospe od Škrpjela
- 1633.: Nikola Vraćen postao u Padovi doktor filozofije o čemu postoji kameni spomen u auli Sveučilišta
- 1634.: peraški patriciji slobodno po svojoj volji izabiru opata sv. Jurja iz vlastitih redova
- 1636.: Marin Bolica objavljuje govor posvećen vojvodi od Modene
- 1638.: pojačane operacije ulcinjskih gusara na cijeloj dalmatinskoj obali
- 1649.: venecijanski ratnik Foscolo nakon desetak dana opsade zauzima turski Risan, Venecija kraće vrijeme upravlja Risnom
- 1650.: Kristofor Ivanović je na talijanskom napisao Budvanske anale, a tri godine kasnije objavljuje Budvanski statut koji je izvorno bio pripremljen 1442.
- 1654.: osvetnički pohod risanskih Turaka na Perast koji se hrabro branio vlastitim snagama, Petar Zrinski samo nekoliko dana nakon bitke posjećuje Perast i daruje građanima pobjedničkog grada mač; o tome postoji spomen-ploča iz 1928.
- 1657.: Turci bezuspješno opsjedaju Kotor, u vrijeme bitaka iz strateških razloga srušen crkveni kompleks koji je 1288. Kotoru darovala kraljevna Jelena, u sklopu toga samostana koji se nalazio u istočnom dijelu grada bilo je veliko gradsko groblje; crkva sv. Luke u Kotoru ustupljena pravoslavnim građanima za njihovu liturgiju
- 1659.: ulcinjski gusari pljačkaju okolinu Zadra, a godinu dana kasnije Anconu i Istru
- 1660.: rodio se Vicko Bujović, peraški kondotijer
- 1664.: započinje gradnja palače Zmajević u Perastu, ovo prelijepo zdanje nazvano je Biskupijom po biskupu Andriji Zmajeviću
- 1667.: veliki potres koji je srušio Dubrovnik poharao je Boku kotorsku i znatno srušio Kotor, Andrija Zmajević tim povodom piše poemu Slovinska Dubrava u počast srušenom Dubrovniku; nepismeni bokeljski hajduci zamolili biskupa Zmajevića da im osobno napiše jednu ispravu
- 1668.: vojna bolnica u Kotoru
- 1669.: u Veneciji se s uspjehom izvodi drama per musica Koriolan, djelo Budvanina Kristofora Ivanovića; nakon završetka kandijskih ratova Venecija traži od Porte zaustaviti ulcinjsko gusarenje, skadarski paša u znak dobre volje spaljuje deset ulcinjskih fusta
- 1670.: gradnja crkve sv. Matije u Dobroti na zapadnim prilazima Kotoru
- 1671.: Andrija Zmajević imenovan nadbiskupom barskim i primasom Srbije
- 1672.: rodio se Julije Balović, kapetan i pisac
- 1673.: Andrija Zmajević ugostio pećkog patrijarha Arsenija III. u Perastu
- 1680.: rodio se budući admiral ruske flote Matija Zmajević
- 1681.: Ivanovićeva Minerva sul tavolini donosi autoru veliku književnu slavu u Veneciji
- 1684.: Risan oslobođen od Turaka
- 1687.: Herceg-Novi nakon žestoke bitke konačno oslobođen iz turskih ruku
- 1688.: mletačka posada jedno vrijeme na Cetinju
- 1693.: Pratichae scrivaneschae u prvoj inačici na 95 listova, a onda dvije godine kasnije na 264 lista s bogatim ilustracijama pomorskih bitaka
- 1694.: umro Andrija Zmajević
- 1697.: pomorac i ratnik Nikola Burović sastavio svoju pjesmaricu u kojoj je zapisivao narodnu poeziju, njegovim marom sačuvana je drama Istorija od Dijane Mavra Vetranovića
- 1698.: Marko Martinović podučava 17 ruskih pitomaca pomorskim vještinama u Perastu
- 1699.: Mir u Srijemskim Karlovcima najavljuje kasnije promjene geopolitičkog zemljovida Balkana, Mlečani predaju pravoslavcima na uporabu franjevačku crkvu sv. Sabe u Budvi
- 1700.: gradnja lazareta na putu prema Topli, u Crnoj Gori izabran za vladiku Danilo iz plemena Petrovića Njegoša
- 1703.: pokolj "poturica" u Crnoj Gori
- 1704.: Vicko Bujović dobio od mletačkog Senata zbog svojih vojnih zasluga i borbe protiv Dubrovčana naslov conte te posjede u Kumboru, u Kotor stigao kipar i arhitekt Francesco Cabianca koji je sa suradnicima uresio riznicu katedrale i sačinio niz kiparskih djela
- 1709.: ubojstvo Vicka Bujovića u Perastu, poginuo njegov ubojica sudac Štukanović
- 1711.: životno djelo Vicka Zmajevića Ljetopis crkveni pripremljeno za tisak u više jezičnih inačica
- 1713.: umro Tripo Kokolja, slikar koji je oslikao zidove zavjetne crkve Gospe od Škrpjela
- 1715.: zapisi Marka Martinovića o peraškim pokladama
- 1716.: kapetan Đuro Banov pobjeđuje u morskom okršaju tuniške gusare kraj Drača
- 1717.: Dobrota dobila status pomorskog naselja
- 1722.: skadarski paša u Ulcinju spaljuje gusarske brodove jer želi pokazati da mu je stalo do obustave gusarenja, brojni ulcinjski gusari bježe u Afriku
- 1725.: svetište Gospe od Škrpjela dobilo svoj današnji lik
- 1727.: Matiji Zmajeviću dodijeljen čin admirala i orden Aleksandra Njevskog
- 1728.: započinje izgradnja impozantnog lazareta u Meljinama, pomor stoke u Boki i Crnoj Gori izazvao nestašicu sira i mesa
- 1734.: u Perastu osnovan zdravstveni kolegij
- 1746.: brodom Leon Coronato Petar Smeća (Smecchia) stiže na Baltik
- 1751.: rodio se književnik Antun Kojović iz Budve
- 1764.: izgrađena palača Smecchia u Perastu
- 1767.: Šćepan Mali koji se izdavao za ruskog cara Petra III. na crnogorskom prijestolju do 1774.
- 1768.: tiskan Nauk krstjanski Ivana Antuna Nenadića Peraštanina, župnika u Dobroti
- 1773.: gradnja Crkve sv. Eustahija u vrijeme kad je u njoj Nenadić bio župnik
- 1775.: pedeset godina nakon autorove smrti tiskana Lidija iz pakla Nika Lukovića
- 1776.: Stjepan Zanović objavljuje Lettere Turche, renovirana palača Beskuća u Kotoru preuzima portal stare prethodne gotičke palače Bizanti
- 1778.: Lettera politico morale Vicka Zmajevića upućena bratu Matiji, napisana za nadbiskupova života te objavljena postumno
- 1783.: Antun Gai radi oltarske kipove sv. Ivana Evanđelista i sv. Roka na otočiću Gospe od Škrpjela
- 1786.: samoubojstvo Stjepana Zanovića u dužničkom zatvoru u Amsterdamu, nekoliko hercegnovskih kapetana iz obitelji Vojnović ulazi u rusku državnu pomorsku službu, Marko Vojnović zaslužan za jačanje crnomorske flote
- 1789.: započela gradnja župne Crkve Rođenja Bogorodice u Prčnju, završena tek 1909.
- 1790.: u Herceg-Novom žive 22 patentirana kapetana, a samo 25 godina kasnije ima ih 87
- 1797.: pad Venecije u Napoleonove ruke, Dalmacija mirovnim ugovorom dolazi u ruke Habsburgovaca, jača utjecaj vladike Petra I. u Crnogorskom primorju, general Rukavina preuzima austrijsku upravu nad Bokom kotorskom
- 1799.: posvećenje nove velike crkve u pravoslavnom kompleksu na Savini kraj Herceg-Novog, Dobroćanin Marko Ivanović Moro objavio je knjigu O predaji Boke kotorske Nj.V. Caru Franju I i o drevnom porijeklu spomenutog grada Kotora
- 1800.: ruski car Pavao I. u dogovoru s Turcima proglasio republiku u koju je bilo uključeno sedam jonskih otoka, kapetan Jovan Mirković iz Herceg-Novog pobjeđuje naoružani gusarski francuski brod
- 1803.: osnovana škola u Morinju
- 1805.: Austrija nakon ratnih neuspjeha ustupa Dalmaciju Napoleonu; Rusija i Engleska ne priznaju tu činjenicu; prvi ruski brodovi u Boki kotorskoj
- 1806.: admiral Senjavin uplovljava u Boku kotorsku, sukob Napoleonovih i ruskih postrojbi oko Dubrovnika i zaljeva, na strani Rusa koji kratkotrajno zavladavaju Bokom sudjeluju brojni Crnogorci, dio naroda (posebno pravoslavci) podržava rusku vlast
- 1807.: sklopljen mirovni savez između ruskog cara Aleksandra I. i Napoleona, početak francuske uprave u Boki kotorskoj koja traje šest godina
- 1809.: Napoleonov teatar uređuje se u nekadašnjoj Kneževoj palači u Kotoru, francuska vojska uz pomoć lokalnog stanovništva gradi suvremene ceste po Boki kotorskoj
- 1811.: gimnazija u Kotoru
- 1812.: engleski admiral Freemantle kontaktira s vladikom Petrom I. kako bi mu ovaj pomogao istjerati Francuze iz Boke kotorske
- 1813.: Francuzi u Kotoru iskovali 3 000 komada srebrnog novca koji koriste za obranu grada, u Boku kotorsku uplovljava britanski komodor Wil-liam Host, Peraštani iz ruku Francuza osvajaju tvrđavu sv. Križa, Napoleonove postrojbe bomardiraju grad s otočića Sv. Jurja; pogibija ljubavnog para, francuskog vojnika i Peraštanke koji su pokopani na otočiću Sv. Jurja; kroz devet mjeseci Petar I. Crnogorski mitropolit pokušava ujediniti Crnu Goru i Boku
- 1814.: austrijski general Todor Milutinović još jednom preuzima upravu nad Bokom kotorskom
- 1828.: ukinuta biskupija u Budvi, a njezino područje pripojeno Kotoru; u Bici kraj Korinta u ratu za grčku neovisnost proslavio se kapetan Vaso Brajović iz okoline Herceg-Novog
- 1830.: Petar II. Petrović Njegoš, autor Gorskog vijenca, na čelu Crne Gore
- 1838.: uspostavljena redovna putnička crta Trst-Kotor, kapetan Stevan Milašinović doplovio kao prvi Južni Slaven do Mississippija
- 1843.: knjižnica u Morinju, u Veneciji objavljeni talijanski soneti kršćanske dobrotvorke Ane Marije Marović
- 1848.: izbijaju socijalne i nacionalne revolucije u većini europskih država, u Prčnju skupština narodnih poslanika obznanjuje izjavu o ujedinjenju Južnih Slavena na tlu Austrijske Monarhije, narod podržava hrvatskoga bana Jelačića te pozitivno reagira na najavu revolucionarnih promjena na cijelom kontinentu; bokeljski događaji u vezi su sa zahtjevom da se Hrvatska, Slavonija, Krajina, Dalmacija i Rijeka odvoje od Ugarske i ujedine; Grbaljski ustanak započinje niz kasnijih pobuna u Boki kotorskoj; najsnažnija od tih pobuna bila je 1869., a značajna je i ona Krivošijska iz 1882.
- 1849.: osnovana srednja pomorska škola u Kotoru
- 1850.: prvi organizirani hotelski smještaj u Kotoru, u Beču obnovljen germanizatorski apsolutizam
- 1852.: kapetan Ivo Visin jedrenjakom Splendido kreće na put oko svijeta s kojega se vraća nakon sedam godina
- 1858.: u Srbini u Herceg-Novom otvorena Srpska pomorska zakladna škola koju vodi kapetan Mate Mrše (profesor nautike)
- 1860.: u Kotoru izvršen atentat na kneza Danila Petrovića
- 1864.: Crkva Marije Pomoćnice Kršćana u mjestancu Mulu s grobom blaženoga Gracije
- 1866.: Bitka pod Visom u kojoj je austrijska flota porazila talijansku, jačanje nacionalnog osjećaja među Hrvatima na Jadranu
- 1867.: utemeljena Jugoslavenska akademija znanosti i umjetnosti u Zagrebu, danas Hrvatska
- 1871.: Kvaternikova buna protiv austrijske vlasti u kontinentalnoj Hrvatskoj
- 1876.: Crna Gora objavljuje rat Turskoj
- 1878.: Crna Gora preuzima od Turaka nakon Berlinskog kongresa upravu nad Barom, to jest predjelom koji se naziva Spič; Turci su vojno izgubili i Ulcinj, ali im je odmah vraćen, grad je tek 1880. predan Kneževini Crnoj Gori, tada je imao 90 brodova pod crnogorskom zastavom
- 1886.: sklopljen konkordat između Svete Stolice i Crne Gore o nadleštvu barskog nadbiskupa nad svim katolicima u Crnoj Gori
- 1888.: umrla Ana Marija Marović u Veneciji na glasu svetosti, Ulcinj definitivno pripao Crnoj Gori
- 1889.: papa Leo XIII. proglasio blaženim Graciju iz Mula
- 1892.: s trima drvenim parobrodima u vlasništvu obitelji Radoničić osnovana Bokeljska plovidba, prva suvremena brodovlasnička kompanija
- 1905.: Crna Gora pod Nikolom proglašena kraljevinom
- 1906.: obitelj pjesnika Frana Alfirevića doselila iz Zadra u Kotor
- 1909.: uređena pravoslavna Crkva sv. Nikole u Kotoru na ostacima dominikanskog samostana iz 1545.
- 1912.: na Pomorskoj školi u Kotoru nema više mature na talijanskom jeziku, hrvatski više nije strani jezik
- 1913.: u Kotoru se rodio Viktor Vida
- 1914.: početak Prvog svjetskog rata
- 1915.: pod predjedavanjem Ante Trumbića osnovan Jugoslavenski odbor u Londonu
- 1918.: austrijski car Karlo I. proglašava ujedinjenje Hrvatske, Slavonije, Bosne i Dalmacije u zasebnu državu, trodnevna pobuna bokeljskih mornara započela ugovorenim hicem s bojnog broda Sankt Georg, pogubljeno četvero vođa ove protuaustrijske pobune, osuđeno na vremenske kazne preko 400 mornara, spomen-groblje pobunjenih mornara uređeno je u Škaljarima; Boka kotorska kao dio Dalmacije u sklopu Države SHS dragovoljno ulazi u sastav Kraljevine SHS (kasnije Kraljevine Jugoslavije) pod dinastijom Karađorđevića
- 1921.: pomorska škola u Kotoru preimenovana u Pomorsku akademiju
- 1924.: osnovano turističko društvo u Prčnju
- 1927.: Ozani službeno za pape Pija XI. u Rimu potvrđen status blaženice
- 1929.: Boka kotorska ulazi u sastav Zetske banovine
- 1930.: autobusna crta Podgorica-Beograd povezuje Boku kotorsku s kontinentom, poboljšavanje cestovne mreže
- 1931.: rodio se slikar Vasko Lipovac, autor predivnih bokeljskih veduta i vratnica crkve sv. Marije u Kotoru s motivima iz života Blažene Ozane
- 1935.: objavljen životopis Ane Marije Marović iz pera Nika Lukovića
- 1937.: Zetska plovidba, koja je svoje sjedišta iz Kotora prebacila na Cetinje, nabavlja osam brodova za jadranski promet i prva prekooceanska plovila; na početku Drugog svjetskog rata ova tvrtka ima 36 brodova
- 1938.: osnovan Pomorski muzej  u Kotoru
- 1941.: započinje napad Sila Osovine na Kraljevinu Jugoslaviju, fašistička Italija okupira Boku kotorsku, evakuacija britanskog diplomatskog osoblja iz Beograda u Kotor, eksplodirao razarač Zagreb koji su u zrak digla dva njegova časnika (Spasić i Mašera) kako ne bi dospio u ruke Nijemaca i Talijana; na tlu Jugoslavije izbija niz nacionalnih sukoba
- 1942.: potopljen jedrenjak Vila Velebita, školski brod kotorske Pomorske škole, u Padovi umro sv. Leopold Mandić iz Herceg-Novog, major Terence Atherton s dvama pratiteljima iskrcao se u operaciji zvanoj Hidra s britanske podmornice između Svetoga Stefana i Petrovca; malo kasnije uspio se susresti s maršalom Titom i njegovim partizanima, ali je onda netragom nestao
- 1943.: u rujnu, nakon Mussolinijeve kapitulacije, u Kotor stižu Nijemci koji ondje ostaju do jeseni 1944.
- 1945.: Boka kotorska u sklopu političkog entiteta nazvanog Crna gora i Boka kotorska ulazi u sastav DFJ; taj se naziv ubrzo izgubio te je Boka od tada u sklopu Crne Gore koja je 1963. predmetak Narodna Republika promijenila u Socijalistička Republika
- 1951.: Svemir osobe, prva pjesnička zbirka Viktora Vide, tiskana u Buenos Airesu
- 1952.: rodio se u Prčnju don Branko Sbutega, humanist i književnik, zagovornik ekumenizma
- 1956.: u Zagrebu nenadanom smrću preminuo Frano Alfirević koji se zagušio jedući naranču
- 1962.: Smrt Viktora Vide u Buenos Airesu. Sredinom 1960-ih obavljaju se vrlo intenzivni radovi na izgradnji Jadranske magistrale koja je povezala sva primorska mjesta Boke kotorske i Crnogorskog primorja
- 1975.: Jugooceanija iz Kotora i Prekooceanska plovidba iz Bara imaju pod svojom zastavom 32 prekooceanska broda na kojima je plovilo 1 790 pomoraca, pretežno iz Boke kotorske
- 1979.: veliki potres znatno je oštetio Kotor; Kotor upisan na popis svjetske baštine UNESCO-a čime započinje sustavna obnova niza vrijednih značajno oštećenih spomenika
- 1980.: umro Josip Broz Tito
- 1983.: Leopold Mandić proglašen svecem u Rimu za pontifikata pape Ivana Pavla II.
- 1990.: počinje raspad SFRJ, Crna Gora ulazi u sastav SRJ
- 1991.: Kosta Angeli Radovani izradio vratnice na crkvi Gospe od Škrpjela; nakon raspada SFRJ Crna Gora u zajednici sa Srbijom ostaje dijelom SRJ; u jesenskim divljačkim napadima na Dubrovnik sudjeluju vojne i paravojne crnogorske formacije, slučajevi progona bokeljskih Hrvata
- 1993.: u Budvi prvo službeno natjecanje u paraglidingu
- 1995.: Daytonski sporazum zaustavlja izravne ratne sukobe zemalja bivše SFRJ
- 1999.: zrakoplovi NATO-a bombardiraju SRJ pri čemu su napadnuta i vojna postrojenja u Boki kotorskoj
- 2001.: osnovano Hrvatsko građansko društvo Crne Gore, središnja organizacija za okupljanje i očuvanje nacionalnog identiteta Hrvata u Crnoj Gori
- 2003.: Državna unija SCG
- 2006.: umro don Branko Sbutega; referendumom izglasovana samostalna, neovisna i međunarodno priznata Crna Gora koja je uskoro postala članica UN-a te je kandidat za ulazak u EU
- 2009.: svečano proslavljena 1200. godišnjica prijenosa moći sv. Tripuna iz Carigrada u Kotor, u Zagrebu održana monumentalna izložba Zagovori sv. Tripuna

Venecija je vladala Kotorom i cijelom obalom preko Prčnja, Stoliva, Veriga i Tivta, zatim Dobrotom sve do Ljute. Orahovac i Dražin vrt bili su turski, Perast venecijanski, Risan turski, opet Strp i Lipci venecijanski, a Morinj turski. Nadalje, Herceg-Novi bio je u turskom posjedu, Budva i Paštrovići u mletačkom, Grbalj u turskom. Ulcinj i Bar nisu imali u toj političkoj aritmetici puno izbora. Njima su gospodarili Turci uz sav trud Mlečana posjedovati ih. Na ozemlju koje se na zemljovidu jedva može označiti vrškom pera ispreplele su se granice dviju najmoćnijih sredozemnih sila, Venecije i Turske.
Svoje obećanje posjetiti Boku kotorsku ban Jelačić je ispunio 1851. Bokelji su ga svečano i oduševljeno primili u primorskim mjestima, a dok je plovio zaljevom svugdje su ga pozdravljali maškulama. Na Verigama su ga Rišljani dočekali s desetak lađa. Jedino u Kotoru, gdje je bilo dosta činovništva, doček baš i nije bio sjajan jer je banov zagovor narodnog jezika bio ovdje hladno primljen. Srdačno su ga pozdravljali Grbljani, njih 400 koji su stigli s barjacima i klicali mu da je njihova sreća. U Kotoru Jelačić je obećao poslati svoju sliku za potrebe Slavjanske čitaonice pa je to 3 godine kasnije i učinio.